# 李克勉
李 克勉（り こくべん、1958年8月23日 - ） は、台湾 カトリック新竹教区の現任の司教である。洗礼名は「洗礼者ヨハネ」。

## 経歴
- 1958年 - 8月23日、台湾 台南県生まれ。客家人。
- 1980年 - 6月、中国文化大学畜産学科卒業。同年8月、新竹教区司教杜宝晋師により教区神学生として受け入れ。同年9月、多瑪斯総修院[2]で１ヵ月の体験入学。同年9月、兵役に服す。
- 1982年 - 5月、退役、多瑪斯総修院に入る。
- 1985年 - 6月、輔仁大学哲学科卒業。同年8月、新竹教区四維備修院[3]を手伝う。
- 1986年 - 1月、アイルランドに留学し、神学を専攻、聖コロンバン会（英語版）修道院に居住。
- 1989年 - 6月、メイヌース聖パトリック大学（英語版）神学部卒業、台湾に帰国。同年12月、助祭叙階。
- 1990年 - 5月27日、新竹市において司祭叙階。同年8月、四維備修院院長。
- 1996年 - 4月、フィリピンに留学して教会法を専攻するとともに、マニラの小教区で勤務。
- 1999年 - 9月、フィリピン 聖トマス大学教会法修士の学位取得。同年、カトリック台湾総修院[4]院長。
- 2006年 - 4月6日､教皇ベネディクト16世により新竹教区司教に任命。同年6月24日司教叙階および着座。